# سان ماري كيركيو
سان ماري كيركيو (بالفرنسية: Sainte-Marie-Kerque)‏ هي بلدية تقع في إقليم باد كاليه من منطقة نور با دو كاليه في شمال فرنسا. تبلغ مساحة هذه المدينة 18.47 (كم²)، وترتفع عن سطح البحر 2 م، يبلغ عدد سكانها 1537 نسمة حسب إحصاء المعهد الوطني للإحصاء والدراسات الاقتصادية سنة 2009 م. وترأس Jean Vasseur البلدية خلال فترة (2008-2014).